# Madrassa Ben Youssef

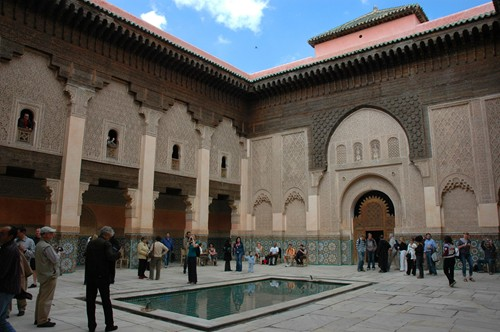
El pati de la madrassa

La madrassa Ben Youssef (àrab: مدرسة ابن يوسف, madrasat Ibn Yūsuf) fou una escola islàmica a Marràqueix, al Marroc. Se li posà el nom del soldà almoràvit Ali ibn Yússuf, que va regnar entre 1106-1142, expandint considerablement la ciutat i la seva influència. L'escola es va fundar durant el període benimerí (segle xiv) pel soldà Abu-l-Hàssan al costat de la mesquita homònima.

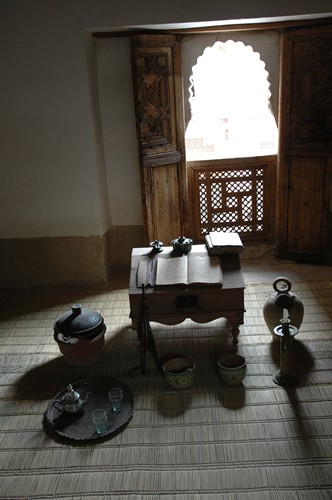
Una cel·la d'estudiant

L'edifici de la madrassa, tal com és ara, fou reconstruït pel soldà sadita Abd-Al·lah al-Ghàlib (1557-1574). En aquesta època, Marràqueix es transformà en la ciutat més opulenta del món àrab. És la madrassa més gran de tot el nord d'Àfrica. El 1565 s'acabaren les obres, com ho confirma la inscripció de la sala de l'oració. Les seves 130 cel·les de dormitoris d'estudiants s'agrupen al voltant d'un pati obert ricament decorat amb cedre, marbre i estuc.